# Novate Milanese
Novate Milanese là một đô thị ở tỉnh Milano, vùng Lombardia của Italia, khoảng 8 km về phía tây bắc của Milano. Tại thời điểm ngày 31 tháng 12 năm 2004, đô thị này có dân số 20.045 và diện tích là 5,5 km².
Novate Milanese giáp các đô thị: Bollate, Baranzate, Cormano, Milano.